# Schwimmabzeichen
Ein Schwimmabzeichen, in der Schweiz Schwimmtest, ist als Sportabzeichen eine Auszeichnung im Schwimmen. Nach bestandener Prüfung erhält der Schwimmer ein buntes Stoffabzeichen zum Aufnähen auf die Badebekleidung. Dazu gibt es einen Schwimmpass oder Schwimmausweis.

## Deutschland
Die Ausführungen beziehen sich auf Deutschland bis zur Nachkriegszeit und auf die Bundesrepublik. Für die DDR (1949 bis 1990) siehe Schwimmabzeichen (DDR).

### Allgemeine Schwimmabzeichen
Die Prüfungsleistungen für Schwimmanfänger, des Deutschen Jugendschwimmpasses (bis 2019), des Deutschen Schwimmpasses, des Deutschen Leistungsschwimmpasses sowie der Rettungsschwimmprüfungen werden in der „Deutschen Prüfungsordnung Schwimmen“ festgelegt. Herausgegeben wird diese seit 1977/78 von den im Bundesverband zur Förderung der Schwimmausbildung (BFS) zusammengeschlossenen Schwimmsport treibenden Verbänden und der Kultusministerkonferenz.
Prüfungen für Schwimmanfänger
- Frühschwimmer „Seepferdchen“ (unter 18 Jahren)
- Schwimmzeugnis für Erwachsene (ab 18 Jahren)

Deutscher Schwimmpass
- Deutsches Schwimmabzeichen – Bronze
- Deutsches Schwimmabzeichen – Silber
- Deutsches Schwimmabzeichen – Gold

### Schwimmabzeichen des DSV
Der Deutsche Schwimm-Verband (DSV) hat weitere Qualifikationen und Abzeichen entwickelt. Prüfungsberechtigt sind aber auch die Übungsleiter der anderen Verbände im BFS.
Schwimmabzeichen „Seeräuber“
100 m technikgerechtes Schwimmen, 5 m Streckentauchen mit anschließendem Herausholen eines Gegenstandes aus mindestens 1 Meter Wassertiefe.
Vielseitigkeitsabzeichen „Seehund Trixi“
25 m Brustschwimmen, 25 m Rücken- oder Kraulschwimmen, 15 m Dribbeln mit Wasserball im Wasser, Kopfsprung vorwärts, 7 m Streckentauchen, 1 Rolle vorwärts oder rückwärts um die Quer- oder Längsachse im Wasser.
Deutscher Leistungsschwimmpass
- Deutsches Leistungsschwimmabzeichen – Bronze – „Hai“
- Deutsches Leistungsschwimmabzeichen – Silber
- Deutsches Leistungsschwimmabzeichen – Gold

### Rettungsschwimmabzeichen
Der Junior-Retter bzw. Juniorwasserretter dient der allgemeinen Grundausbildung in Selbst- und einfacher Fremdrettung.
- Junior-Retter (DLRG, ASB-Wasserrettungsdienst)
- Juniorwasserretter (Wasserwacht)

Das Deutsche Rettungsschwimmabzeichen (DRSA) zeichnet die Befähigung zum Retten von verunglückten Schwimmern aus.
Dieses wird bei allen Hilfsorganisationen mit einem Wasserrettungsdienst angeboten, insbesondere der DLRG, der DRK-Wasserwacht und dem ASB-Wasserrettungsdienst.
- Deutsches Rettungsschwimmabzeichen – Bronze
- Deutsches Rettungsschwimmabzeichen – Silber
- Deutsches Rettungsschwimmabzeichen – Gold

### Ältere und seltene Schwimmabzeichen
Deutscher Jugendschwimmpass (unter 18 Jahren)
Bis 2019 wurde der dreistufige Deutsche Jugendschwimmpass (Gold, Silber, Bronze) an Kinder und Jugendliche unter 18 Jahren vergeben. Mit der Novelle der Deutschen Prüfungsordnung Schwimmen zum 1. Januar 2020 wurde der Deutsche Jugendschwimmpass zugunsten eines generellen Deutschen Schwimmpasses für Kinder, Jugendliche und Erwachsene abgeschafft.

#### Frei-, Fahrtenschwimmer, Leistungsschwimmer und Jugendschwimmschein

Altes Abzeichen: Freischwimmer
Altes Abzeichen: Fahrtenschwimmer
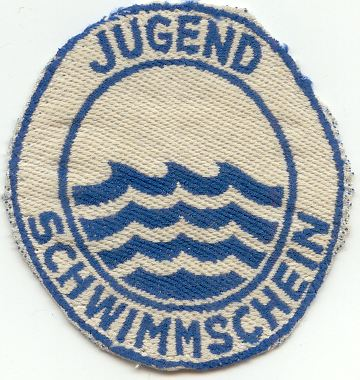
Altes Abzeichen: Jugendschwimm-schein
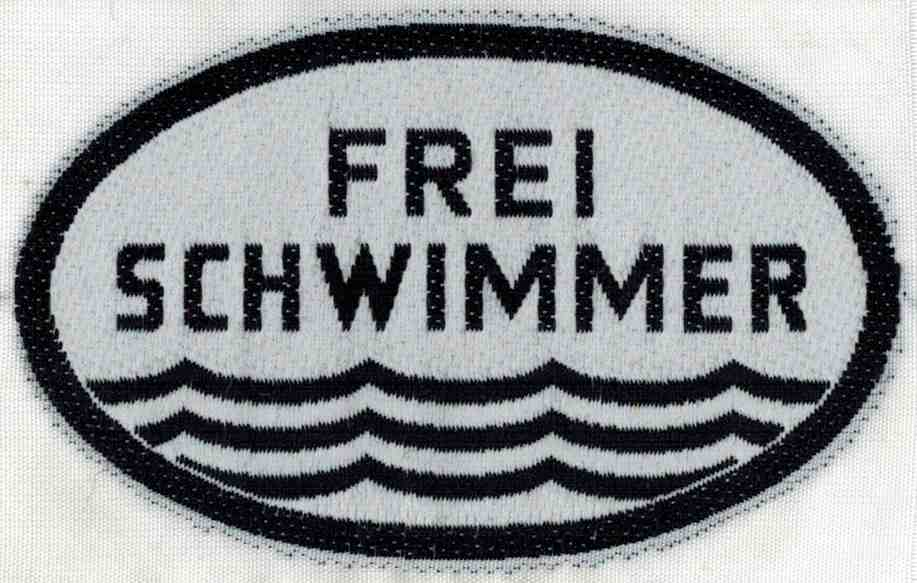
Abzeichen 1977: Freischwimmer

In den 1950er Jahren bis zur Einführung der obigen Regelung Anfang der 1980er Jahre waren in Deutschland folgende Schwimmabzeichen gebräuchlich:
- Seepferdchen (Sprung vom Beckenrand und 25 m Schwimmen sowie Heraufholen eines Gegenstandes mit den Händen aus schultertiefem Wasser)
- Freischwimmer (15 Minuten Schwimmen in tiefem Wasser und Sprung aus 1 m Höhe)
- Fahrtenschwimmer (30 Minuten Schwimmen in tiefem Wasser und Sprung aus 3 m Höhe in 3,5 m tiefes Wasser oder, falls Voraussetzungen nicht gegeben, 3 beliebige Sprünge)
- Leistungsschwimmer (60 Minuten Schwimmen in tiefem Wasser; 50 m Schwimmen in Rückenlage ohne Arm- und Handbewegungen; 10 m Streckentauchen; 2 m Tieftauchen; 10 m Retten eines Gleichaltrigen, der den Ertrinkenden darstellt)[4]
- Jugendschwimmschein (innerhalb von 2 Monaten zu erfüllende Bedingungen):
  - Streckenschwimmen: 200 m in beliebiger Stilart
  - Schnellschwimmen: 50 m in beliebiger Stilart in stehendem Wasser, max. 70 Sekunden
  - Rückenschwimmen: 25 m, davon 15 m ohne Armtätigkeit (Arme sind über der Brust zu kreuzen)
  - Streckentauchen: 10 m (vom Absprung aus gemessen)
  - Teller- oder Ringtauchen: 3 von 6 Tellern (Ringen) auf 5 × 5 m Grundfläche in 1 bis 3 Tauchgängen heraufholen, 3 min. Zeit
  - Mutsprung: beliebiger Sprung aus 3 m Höhe in 3,5 m tiefes Wasser oder, falls Voraussetzungen nicht gegeben, 3 beliebige Sprünge
  - Transportieren: 30 m Ziehen oder Schieben eines etwa gleich schweren Menschen
  - Nachweis folgender Kenntnisse: allgemeine Baderegeln, Selbsthilfe bei Gefahren am und im Wasser (Bade-, Boots- und Eisunfälle)
- Delfin (in der Reihung Seepferdchen – Delfin – Hai)

Auf dem Gebiet der DDR galten andere Regeln und Abzeichen.

#### Totenkopfschwimmer

Totenkopfschwimmer 1 Stunde
Totenkopfschwimmer 1,5 Stunden
Totenkopfschwimmer 2 Stunden

Bekannt sind auch die
- Totenkopfschwimmer in Schwarz (eine Stunde Schwimmen)
- Totenkopfschwimmer in Silber (eineinhalb Stunden Schwimmen)
- Totenkopfschwimmer in Gold (zwei Stunden Schwimmen)

Die Totenkopfabzeichen werden seit Beginn der 1970er Jahre nur noch selten abgenommen, da es öfters zu Unterkühlungsvorfällen gekommen ist. Vereinzelte Schwimmbäder nehmen die Prüfung noch ab, sofern die Wassertemperatur entsprechend ist. DLRG-Gliederungen ist die Abnahme dagegen mittlerweile ausnahmslos untersagt, da die Abzeichen nicht den für verbindlich erklärten Inhalten der Deutschen Prüfungsordnung Schwimmen/Rettungsschwimmen entsprechen. Einige Bäderbetriebe haben mittlerweile strenge Vorschriften erlassen, dass die Prüfung nur noch mit Personen durchgeführt werden darf, von denen die Prüfer – meist aus vorangegangenen Schwimmkursen – wissen, dass sie die nötige körperliche Konstitution besitzen.
Die Totenkopfschwimmer gehören nicht zu den offiziellen Schwimmabzeichen der Deutschen Prüfungsordnung Schwimmen/Rettungsschwimmen. Der Bundesverband zur Förderung der Schwimmausbildung warnt aufgrund der langen Aufenthaltsdauer im Wasser vor einer erheblichen Gesundheitsgefährdung und distanziert sich von der Symbolik des Abzeichens und möglichen ideologischen Konnotationen.

## Österreich
Die Österreichischen Schwimmerabzeichen werden durch die Arbeitsgemeinschaft Österreichisches Wasserrettungswesen (ARGE ÖWRW) herausgegeben. Zu dieser haben sich der Arbeiter-Samariter-Bund Österreichs (Wasserrettung), das Österreichische Jugendrotkreuz und die Österreichische Wasserrettung zusammengeschlossen. Ebenso gehören ihr das Bundesministerium des Innern (BMI) und das der Landesverteidigung (BMLV) an, sie bilden jedoch nur im Dienstbereich aus. Beratendes Mitglied ist das Bundesministerium für Bildung, Wissenschaft und Forschung (BMBWF).
Die Österreichischen Schwimmerabzeichen sind in folgenden Stufen erhältlich:
- Frühschwimmer („Pinguin“)
- Freischwimmer
- Fahrtenschwimmer
- Allroundschwimmer

## Schweiz

Grundlagentest Krebs

Test Schwimmen 1 bis 8

Kombitest 1 bis 4

Die Schweizerischen Schwimmtests sind ein umfassendes methodisch-didaktisches Konzept zum Schwimmen-Lernen. Sie werden von der Vereinigung der am Schwimmsport interessierten Verbände und Institutionen der Schweiz „swimsports.ch“, dem Schweizerischen Schwimmverband, der Schweizerischen Lebensrettungs-Gesellschaft (SLRG) und der Organisation Jugend+Sport des Bundesamtes für Sport BASPO herausgegeben.

### Methodisch didaktische Hilfe im Schwimmunterricht
Die 65 Schwimmtests sind eine didaktische Hilfe für alle Lehrkräfte im Schwimmsport. Sie helfen, den Unterricht methodisch zu gliedern, Ziele zu setzen und die Leistung zu überprüfen, und sie bieten gleichzeitig methodische Anleitung für aufeinander aufgebaute Übungen. Die Tests und die Ausführung der einzelnen Übungen sind auf Bildtafeln ausführlich erläutert. Die unteren Stufen können von jedermann abgenommen werden (jeder der die Bestimmungen und Instruktionen verstanden hat und der bereit ist, sich genau daran zu halten). Dies dient insbesondere der methodischen Unterstützung für Eltern, die ihren Kindern das Schwimmen selbst beibringen wollen. Besonderer Wert gelegt wird auf spielerische Vermittlung und Vielfalt. Technisch sind die Anfängertests auf Wasserlage, Atmung und Koordination ausgerichtet. Die Tests für Fortgeschrittene verlangen hohe technische und körperliche Leistungen und bereiten so auf den Spitzensport vor.
Das umfangreiche Lehr-Material wird gratis abgegeben. Die Kosten werden von namhaften Sponsoren getragen. Die gestickten Stoff-Abzeichen werden zum Selbstkostenpreis verkauft.

### Kategorien und Schwimmtests
Motivationsabzeichen
Im Bereich der Wassergewöhnung werden sechs Tests angeboten: Ente, Schwan, Seehund, Nilpferd, Schildkröte und Biber.
Grundlagentests
Für Schwimm-Anfänger werden sieben Tests angeboten: Krebs, Seepferd, Frosch, Pinguin, Tintenfisch, Krokodil und Eisbär.
Schwimmen
Für Schwimmer und Fortgeschrittene werden acht Tests angeboten: Wal, Hecht, Hai und Delfin, sowie Test 5 bis Test 8.
Kombi-Tests
Die Kombi-Tests kombinieren Schwimmen, Tauchen, Springen und Retten. Dazu gibt es Tests in vier Stufen. Sie bieten mit den enthaltenen technischen Erläuterungen Lehrkräften eine geeignete Arbeitsgrundlage für den Schwimmunterricht in der Mittel- und Oberstufe. Die damit verbundene vielseitige Grundausbildung kann eine spätere Spezialisierung vorbereiten. Diese Tests gibt es bereits seit 1956.
Spezial-Tests
In den Kategorien Wasserspringen, Synchronschwimmen, Wasserball, Rettungsschwimmen und Flossenschwimmen gibt es spezielle Tests in je acht Stufen. Die Tests 5 bis 8 dürfen nur von dafür ausgebildeten Personen durchgeführt werden, die Tests 7 und 8 zum Teil nur von brevetierten Wettkampfrichtern.

Wasserspringen 8
Kunstschwimmen 1
Wasserball 6
Tauchen 5

### Wasser-Sicherheits-Check
Der Wasser-Sicherheits-Check (WSC) prüft, ob sich eine Person bei einem Sturz ins Wasser selber an den Rand oder ans Ufer retten kann. Im Gegensatz zum Schwimmunterricht, bei dem es um angstfreien Aufenthalt im Wasser geht und in dem Wassergewöhnung, Wasserbewältigung und saubere Bewegungsausführung der Kernbewegungen und Schwimmtechniken die wesentlichen Inhalte sind, geht es im WSC ausschließlich um Selbstrettung.
Der WSC-Ausweis bestätigt dem Kind, seinen Eltern, und weiteren Aufsichtspersonen, dass das Kind den WSC erfolgreich absolviert hat und genügend wasserkompetent ist um ins – beaufsichtigte – tiefe Wasser zu dürfen. Kinder mit WSC-Ausweis haben in vielen Bädern der Schweiz auch ohne Begleitung eines Erwachsenen Zutritt.
Der Ablauf:
Rolle / purzeln in tiefes Wasser
1 Minute an Ort über Wasser halten
50 m schwimmen
Der Wasser-Sicherheits-Check wurde in Kanada unter dem Namen «Swim to Survive®» von der kanadischen Lifesaving Society entwickelt. Träger sind swimsports.ch, Schweizerische Lebensrettungs-Gesellschaft SLRG, Schweizerischer Schwimmverband SSCHV, Jugend und Sport J+S und die bfu – Beratungsstelle für Unfallverhütung.

### Berufliche Qualifikationen

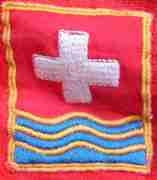
Schwimminstruktor

Die SLRG bietet Ausbildungen in Rettungsschwimmen an (Voraussetzung für Badmeister, Lehrer, Jugendleiter), swimsports.ch bildet Schwimminstruktoren aus und Jugend und Sport bildet Jugendleiter für Schwimmen, Tauchen, Wasserspringen, Wasserball, Rettungsschwimmen und Kunstschwimmen aus. Die Absolventen werden ebenfalls mit einem Schwimmabzeichen ausgezeichnet.
- Brevet I – Rettungsschwimmer (Voraussetzung für Lehrer und Jugendleiter)
- Brevet II – Kursleiter (Voraussetzung für Sportlehrer und Schwimminstruktoren)
- Brevet III – Oberexperte
- Leiter Jugend + Sport – Jugendgruppenleiter
- Schwimminstruktor – Fachlehrer für Schwimmen, Tauchen, Wasserspringen, Rettungsschwimmen

## Niederlande
In den Niederlanden vergab der 1890 gegründete Königlich Niederländische Schwimmverband (Koninklijke Nederlandse Zwembond, KNZB) ab 1892 erste Schwimmdiplome. Auch andere Schwimmverbände vergaben nachfolgend eigene Diplome; 1937 wurden diese landesweit vereinheitlicht und die Schwimmausbildung nach dem System des KNZB wurde Grundlage des landesweit einheitlichen Schwimmunterrichts. 1946 wurde das Schwimmdiplom reformiert und fortan in zwei Stufen ausgegeben:
- Diplom 1: Anfängerdiplom

Kopfsprung ins Wasser, 125 m Schwimmen (75 m Brust, 50 m Rücken), Tauchen
- Diplom 2: Diplom für geübte Schwimmer

Kopfsprung, bekleidet, vom Startblock, 50 m Brustschwimmen in Kleidung; Kopfsprung und 150 m Schwimmen (100 Brust, 50 m Rücken, davon 25 m mit den Händen auf der Brust), Tauchen
Mit Wirkung vom 1. August 1984 wurde landesweit einheitlich ein dreistufiges (A, B und Basisschwimmdiplom), nationales Schwimmdiplom eingeführt, das die vorhergehenden Systeme ablöste. Ab 1998 gab es erneut eine Änderung, wobei das ebenfalls dreistufige Schwimm-ABC eingeführt wurde. Das Diplom wird zentral von der Nationaal Platform Zwembaden vergeben. Die Schwimmausbildung ist vor allem darauf ausgerichtet, sich im Wasser jederzeit selbst retten zu können. Bereits Vierjährige können das Schwimm-ABC ablegen; wer das C-Diplom erreicht hat gilt als in der Lage, sicher zu schwimmen. Das Schwimm-ABC ist in die Diplome A, B und C aufgegliedert, die mit gesteigerten Anforderungen verbunden sind. Fester Bestandteil der Schwimmausbildung ist das Kleiderschwimmen.
Von 1953 bis 1985 gab es in den Niederlanden außerdem noch vier 'Schwimmfertigkeitsdiplome' für Fortgeschrittene Schwimmer. 1985 wurde die Zahl der Schwimmfertigkeitsdiplome zuerst reduziert auf drei. Seitdem sind wieder verschiedene Schwimmdiplome dazu gekommen, wie z. B. Schnorcheln, Survival, Synchronschwimmen, Weltschwimmschläge und Wasserball. Inzwischen gibt es für Wasserratten sogar bis zu 24 zusätzliche Schwimmdiplome, neben dem Schwimm-ABC.